# Полска печурка
Полската печурка, още червенушка (Agaricus campestris) е вид гъба от семейство Печуркови (Agaricaceae).

## Описание
Тя е бяла, често матово бяла, а понякога жълтее. Покрита е с люспи, които леко покафеняват. Месото е бяло, а по-късно розовее. Всеизвестна и доста консумирана заради вкусното си месо. Много рядко се среща в гората, предимно в градини (през май-септември).

## Разпространение
Полската печурка се среща сред полета и тревисти места след дъжд от лятото до есента. Често се появява на тревни площи в крайградските зони. Поради изчезването на превозните средства, теглени от коне, и последвалото намаляване на броя на пасящите коне, появата на изблици от много гъби наведнъж като в миналото вече е рядко събитие. Видът се среща рядко в гористи местности.
Гъбата се среща в Европа, Азия, Северна Америка, Северна Африка, Австралия и Нова Зеландия.

## Ядливост
Полската печурка се консумира широко, дори и от хора, които обикновено не ядат гъби. Тя може да се сотира, пържи или дори да се нареже и яде сурова в салати. Полската печурка не се отглежда комерсиално, тъй като бързо узрява и има малък срок на годност. На вкус наподобява много на Agaricus bisporus, която се продава в много магазини. Гъбата има смъртоносен двойник – Amanita bisporigera, която е и най-честият виновник за смъртоносно натряване с гъби във Франция.